# Bioquímicas hipotéticas
Las bioquímicas hipotéticas son especulaciones sobre los distintos tipos de bioquímicas que podría revestir una vida extraterrestre exótica en formas que difieren radicalmente de las conocidas sobre la Tierra, con distintos grados de plausibilidad. 
En estas bioquímicas hipotéticas comúnmente se emplean elementos distintos del carbono para construir las estructuras moleculares primarias y/o se produce en solventes distintos del agua.
Las presentaciones de la vida extraterrestre basadas en estas bioquímicas alternativas son comunes en la ciencia ficción.

## Quiralidad
Quizá el tipo de bioquímica “menos exótico” sería uno con una quiralidad alterna a la de las biomoléculas terrestres. En la bioquímica conocida, los aminoácidos son casi universalmente de tipo L “izquierdo” y los azúcares son de tipo D “derecho”. Las moléculas de quiralidad opuesta tendrían las mismas propiedades químicas que sus formas reflejadas. Así, una bioquímica que incorporara aminoácidos D y/o azúcares L, podría ser posible.

## Bioquímicas sin carbono
Los científicos han especulado sobre la posibilidad de que otro átomo en lugar del carbono formara estructuras moleculares en otro tipo de bioquímica, pero nadie ha propuesto aún una teoría global coherente que utilice tales átomos para formar todos los compuestos moleculares necesarios para la vida.
Hay que tener en cuenta que toda la bioquímica terrestre está basada en el carbono y algunas consideraciones hacen pensar que solamente el carbono podría cumplir este papel, y que una hipotética vida extraterrestre, que estaría presente fuera del medio ambiente de la Tierra, no podría también sino basarse en el carbono.
Esta tesis que surge, que hace solamente al carbono “apto” para construir “la estructura molecular” de la bioquímica, con exclusión de la posibilidad de los demás elementos, es la tesis llamada chovinismo del carbono.

### Bioquímica del silicio
El elemento químico básico que ha sido propuesto para un sistema bioquímico alternativo es el átomo de silicio, puesto que el silicio tiene muchas propiedades químicas similares al carbono, tiene los mismos cuatro enlaces, y está en el mismo grupo del cuadro periódico, el grupo 14.
La ciencia ficción ya había sido pionera en la utilización parcial de compuestos de silicio en un ser vivo. Como se describe en la autopsia del primer vector del monstruo en Alien: el 8º pasajero, de Ridley Scott, su sangre, formada por "ácido molecular", podía circular por el interior de su cuerpo sin destruir los tejidos gracias a las estructuras polisiliconadas de sus conducciones. También el empleo de estas siliconas en el recubrimiento externo le permitía sobrevivir en una amplia variedad de ambientes... incluyendo el vacío espacial. En la franquicia de la guerra de las galaxias los exogorth o babosas espaciales junto con los tibidees son  seres de base silícica que son capaces de sobrevivir en el espacio  
Una ventaja que podría acarrear el silicio son sus zeolitas, compuestos que bien utilizados podrían ser capaces de filtrar y catabolizar sustancias, del modo de las enzimas de carbono terrestres:
las tareas básicas de la vida en nuestro planeta son posibles gracias a las enzimas, una serie de catalizadores con sus correspondientes soportes (las proteínas). La naturaleza ha desarrollado toda una colección de ellos, cada uno especializado en una función, como por ejemplo la hemoglobina, encargada del intercambio del oxígeno, o las ferridoxinas, cuya misión es la transferencia electrónica. La idea original consiste en sustituir estas enzimas por moléculas basadas en el silicio.
Estos materiales son una especie de arcillas que tienen una estructura molecular en forma de red en tres dimensiones, formada por tetraedros de SiO4 y AlO4 unidos entre sí. Este entramado tiene poros y cavidades de tamaño molecular, por lo que solo pueden ser atravesado por aquellas moléculas con un tamaño suficientemente pequeño. Por eso también se les llama tamizadores moleculares. Las zeolitas tienen un gran número de similitudes estructurales con las proteínas naturales. Utilizando estas similitudes pueden formase diferentes catalizadores que combinan las características de robustez y estabilidad química de las zeolitas con la gran selectividad y actividad molecular de los enzimas. En el Departamento Central de Investigación y Desarrollo de la empresa Du Pont se han conseguido zeolitas capaces de simular el comportamiento de la hemoglobina, el citocromo P450 y la proteína hierro-azufre.
Pero el silicio tiene una serie de desventajas como alternativa al carbono; los átomos de silicio son aproximadamente 50% mayores, y más de 2 veces más masivos que los del carbono. Tienen dificultad para formar dobles o triples enlaces covalentes, que son importantes para un sistema bioquímico. 
Los silanos, compuestos químicos de hidrógeno y silicio que son similares a los alcanos, son muy reactivos con el agua, y en largas cadenas se dividen espontáneamente a temperatura ambiente. Las moléculas que incorporan polímeros con cadenas que alternan los átomos de silicio y oxígeno, conocidos colectivamente como siliconas, son mucho más estables. Se sugirió que los productos químicos basados en las siliconas sean más estables que los hidrocarburos equivalentes en un medio ambiente rico en ácido sulfúrico, como eso se encuentra en una serie de mundos extraterrestres. 
Además, la química del silicio está dominada por el enlace Si-O (los silicatos son los óxidos más abundantes en la corteza terrestre) frente a la estabilidad del enlace de carbono C-C que permite la formación de largas y complejas cadenas, de forma contraria a sus contrapartes de sílice, las cuales generalmente se van haciendo cada vez más inestables mientras más complejas y largas se vuelven.
Otro obstáculo es que el compuesto principal de las arenas, el dióxido de silicio, el análogo del dióxido de carbono, es un sólido no soluble a la temperatura donde habitualmente el agua es líquida, dificultando la entrada del silicio en el metabolismo de los sistemas bioquímicos a base agua, aunque la gama necesaria de las moléculas bioquímicas podría construirse fuera de ellos. El problema suplementario con el sílice es que sería el producto de una respiración aerobia. Si una forma de vida basada en el silicio “respirara” utilizando el oxígeno, como lo hecho en la vida sobre la Tierra, produciría probablemente el sílice como subproducto (los residuos) de ésta, como el dióxido de carbono para la respiración terrestre. 
Como el sílice es un sólido, y no un gas, los órganos excretorios serían completamente diferentes de los pulmones de los animales terrestres, así como de los estomas vegetales. Aunque los órganos absorbentes de oxígeno podrían ser más o menos comparables, la excreción del sílice sólido no podría hacerse por la misma vía sino solo para la absorción de oxígeno, como es el caso para los compuestos del carbono de la vida terrestre.

### Bioquímica del boro
También el boro es un elemento que tiende a formar cadenas relativamente largas, junto con hidrógeno, llamadas boranos; junto con carbono, llamadas carboranos; y borazinas, si forma enlaces con el nitrógeno, teniendo ellas un gran número de reacciones, como el diborano, el cual es extremadamente versátil en la síntesis de organoboranos, a su vez productos intermedios muy útiles en síntesis orgánicas, además de ser reductivo. Esta bioquímica es lo suficientemente conocida como para tener grandes prospectos como sustratos para moléculas de interés bioquímico. Todavía algunos carboranos, como la borofenilalanina, están siendo estudiados para un mejor desarrollo radioterapéutico.

### Bioquímica de nitrógeno y fósforo
El nitrógeno y el fósforo ofrecen también posibilidades como base para moléculas bioquímicas. Como el carbono, el fósforo puede formar largas cadenas de moléculas, que le permitirían formar macromoléculas si su naturaleza no fuese tan reactiva. Sin embargo, combinado con el nitrógeno, que es casi inerte, puede formar conexiones covalentes P-N mucho más estables y crear un abanico de moléculas, incluidos ciclos.
La atmósfera terrestre se compone de aproximadamente un 78% de nitrógeno, pero no sería directamente utilizable probablemente para una forma de vida basada en “fósforo-nitrógeno” (P-N) puesto que el nitrógeno molecular (N2) es casi inerte y difícil enérgicamente de fijar, debido a su triple enlace. Sin embargo, algunas plantas terrestres como leguminosas pueden fijar el nitrógeno, utilizando las bacterias anaerobias simbióticas contenidas en los nódulos de sus raíces. El nitrógeno se fijaría por enzimas a base de molibdeno, y se oxidaría mediante la xantina. Una atmósfera de dióxido de nitrógeno (NO2) o de amoníaco (NH3) sería más fácilmente utilizable. El nitrógeno forma también una serie de óxidos, como el monóxido de nitrógeno, el óxido diazotizado y el peróxido de nitrógeno, y todos estos óxidos estarían presentes en una atmósfera rica en óxidos nitrosos.
- En una atmósfera de dióxido de nitrógeno, una especie de seres fósforo-nitrógeno análogos a las plantas absorben el dióxido de nitrógeno del aire y extraen el fósforo de la tierra. El dióxido de nitrógeno sería reducido, produciendo análogos a los azúcares (P-N) en el proceso, y el oxígeno se rechazaría en la atmósfera. Los animales de tipo (P-N) consumirían las plantas, absorberían el oxígeno atmosférico para metabolizar los análogos de azúcar, exhalando el dióxido de nitrógeno y excretando el fósforo, o una sustancia rica en fósforo, como residuos sólidos.

- En una atmósfera de amoniaco, las plantas de tipo (P-N) absorben el amoniaco del aire y el fósforo de la tierra; luego oxidan el amoníaco para producir azúcares (P-N) y para liberar hidrógeno. Los animales de tipo (P-N) son ahora los reductores, respirando el hidrógeno y convirtiendo los azúcares (P-N) en amoniaco y fósforo. Es el modelo opuesto de la oxidación y la reducción de un mundo de dióxido de nitrógeno, y también del ciclo de la bioquímica terrestre. Sería similar a un ciclo del carbono con el carbono atmosférico que se presenta en forma de metano en vez del dióxido de carbono.

El debate no ha continuado, ya que varios aspectos de un ciclo biológico de tipo (P-N) serían defectuosos enérgicamente. Además, el nitrógeno y el fósforo son poco susceptibles de estar presentes en la cantidad requerida a una escala planetaria, en el Universo. Dado que se formó la mayor parte del carbono durante la fusión nuclear, es más abundante y se concentra preferentemente cerca de la superficie de un planeta. 

Por otra parte, si bien una atmósfera con amoniaco sería posible y estable a la primera vista (en un medio ambiente reductor), es dudoso que una atmósfera rica en óxidos nitrosos pudiera existir. Puesto que los óxidos nitrosos son sobre todo muy energéticos frente al nitrógeno y el oxígeno moleculares, tenderían a recombinarse separadamente; sobre todo teniendo en cuenta que son muy oxidantes, y serían divididos por la radiación estelar y por catálisis sobre rocas de la superficie cuando se producen, produciendo así nitrógeno y oxígeno moleculares o de los óxidos.

### Bioquímica del arsénico
El arsénico, que es químicamente similar al fósforo, aunque veneno para la mayoría de los organismos terrestres, se incorpora con todo a la bioquímica de algunos organismos. 
 Algunas algas marinas incorporan el arsénico a las moléculas orgánicas complejas como los azúcares arseniados y las arsenobetaínas. Setas y bacterias pueden producir compuestos arseniados metilados volátiles. Se observaron la reducción de arseniato y la oxidación de arsenito por los microbios. Del mismo modo, algunos procariotas pueden emplear el arseniato como aceptante terminal de electrón (oxidante) durante el crecimiento anaerobio y algunos pueden utilizar el arsenito como donante de electrones (reductor) para producir la energía. 
 Se especuló que las formas de vida primitivas aparecidas sobre la Tierra habrían podido incorporar el arsénico en vez del fósforo en los nucleótidos.

### Otros elementos de bioquímicas exóticos
- El cloro a veces se propone como alternativa biológica al oxígeno, tanto para bioquímicas basados en carbono como para bioquímicas hipotéticas no basados en el carbono. 
 Pero el cloro es muy reactivo frente a los compuestos hidrogenados; es difícil decir que una bioquímica pueda producirse con compuestos organoclorados que tenderían mucho hacia conexiones estables del tipo de las de los clorofluorocarburos. 
 Además, el cloro es mucho menos abundante que el oxígeno en el Universo, y así los planetas con una atmósfera rica en cloro son susceptibles de ser muy raros, o incluso de no existir en absoluto. Ya que el cloro (gaseoso) es muy reactivo cualquiera que sea la temperatura, contrariamente al oxígeno que es relativamente poco reactivo a “temperatura ambiente”, en un medio ambiente planetario, dividiría todos los compuestos hidrogenados produciendo cloruro de hidrógeno; incluso el agua podría no ser estable en tal medio ambiente, ya que el cloro se disolvería formando una clase de agua de lejía, y terminaría por dividirlo liberando el oxígeno. El cloro terminaría probablemente vinculado en forma de sales y otros compuestos inertes en las rocas. 
 Esto es aún más radical para el flúor o asociaciones cloro-flúor, puesto que éste es el elemento más reactivo de la tabla periódica.

- El azufre puede también formar moléculas de larga cadena, pero posee los mismos problemas de reactividad que el fósforo y los silanos. La utilización biológica del azufre como alternativa al carbono es puramente teórica, y podría no ser más que caprichosa (imposible, en realidad). 
 Sin embargo, la utilización biológica del azufre como alternativa al oxígeno está extendida: se descubrieron algunas bacterias reductoras del azufre en lugares exóticos sobre la Tierra, y también en lugares más comunes, como los circuitos de enfriamiento desgastados. Estas bacterias pueden utilizar el azufre nativo (mineral) en vez del oxígeno, reduciéndolo en sulfuro de hidrógeno. Los ejemplos de este tipo de metabolismo son las bacterias sulfurosas verdes y las bacterias sulfurosas púrpuras. Ejemplos de los microorganismos que metabolizan el azufre mineral pueden encontrarse hasta hace 3.500 millones de años sobre la Tierra.

## Bioquímicas sin agua
Además de los compuestos del carbono, toda la vida terrestre actualmente conocida exige también el agua como disolvente. Y como para el carbono, se supone a veces que el agua es el único producto químico conveniente para cumplir este papel. 

Las distintas propiedades del agua que son importantes para procesos de la vida incluyen una amplia gama de temperaturas sobre la cual es líquida, una elevada capacidad térmica favoreciendo la regularización de la temperatura, un gran calor de vaporización, y la capacidad de disolver una amplia variedad de compuestos. El agua es también anfótera, lo que significa que puede dar o aceptar un protón, permitiéndole actuar como ácido o base. Esta propiedad es crucial en muchas reacciones orgánicas y bioquímicas, donde el agua sirve de disolvente, reactivo, o producto.
Hay otras sustancias químicas, con las propiedades similares que a veces se propusieron como alternativas al agua (el óxido de hidrógeno).

### Amoniaco

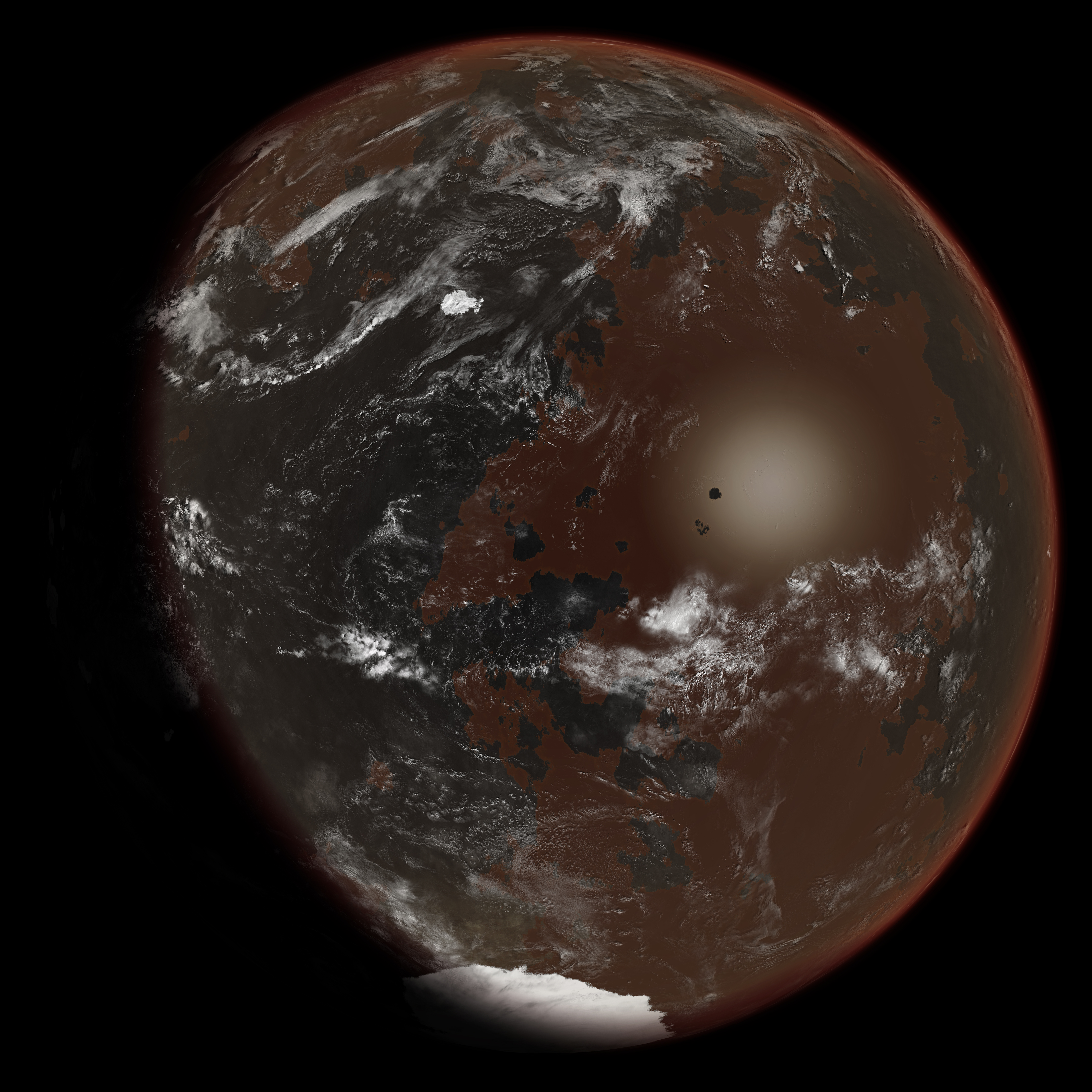
Interpretación artística del aspecto que podría tener un planeta con vida basada en el amoníaco.

El amoniaco (nitruro de hidrógeno) es generalmente la alternativa al agua más propuesta como disolvente bioquímico. Numerosas reacciones químicas son posibles en disolución en el amoniaco, y el amoniaco líquido tiene algunas semejanzas químicas con el agua. El amoniaco puede disolver la mayoría de las moléculas orgánicas al menos así como el agua, y por otro lado es capaz de disolver muchos metales elementales. A partir de este conjunto de propiedades químicas, se teorizó que las formas de vida basada en el amoníaco podrían ser posibles.
Sin embargo, el amoniaco tiene algunos problemas como disolvente bioquímico básico: 

Los puentes de hidrógeno entre las moléculas de amoníaco son más escasos que en el agua, lo que supone que el calor de vaporización del amoníaco es la mitad del agua. Su tensión superficial es 3 veces más pequeña, y su capacidad reductora de concentrar las moléculas no polares por un efecto hidrófobo. Por estas razones, se puede cuestionar sobre la capacidad que tendría el amoníaco de hacer tener las moléculas prebióticas conjunto con el fin de permitir la aparición de un sistema autoreproductor. 

El amoniaco es también combustible y oxidable y no podría existir de manera perenne en un medio ambiente que lo oxidara. Sin embargo, sería estable en un medio ambiente reductor con una elevada concentración en hidrógeno, por ejemplo. El agua es estable en una gama más extensa de condiciones óxido-reductoras.
Una biosfera basada en amoniaco existiría probablemente a temperaturas o a presiones atmosféricas que son extremadamente poco comunes para la vida terrestre. 

La vida terrestre existe habitualmente entre las temperaturas del punto de fusión y el punto de ebullición del agua a la presión normal, entre 0 °C (273 K) y 100 °C (373 K); a la presión normal, el amoniaco tiene sus puntos de fusión y ebullición  entre −78 °C (195 K) y −33 °C (240 K); solamente 45 °C de gama de temperatura en el estado líquido. Tales temperaturas extremadamente frías crean problemas, ya que retrasan enormemente las reacciones bioquímicas y pueden causar la precipitación de los compuestos bioquímicos fuera de la solución. El amoniaco puede sin embargo ser un líquido a las temperaturas “normales”, pero a presiones mucho más elevadas; por ejemplo, a 60 atmósferas, con esta presión el amoníaco se funde a −77 °C (196 K) y vaporiza a 98 °C (371 K), lo que hace esta vez una gama de temperatura de 175 °C en el estado líquido.
Esta “alta” presión podría ser consistente con una presencia de amoníaco en gran cantidad a una escala planetaria, ya que una atmósfera gruesa se conserva sobre todo en torno a los planetas masivos que están más en condiciones de conservar una parte de su hidrógeno, y en consecuencia las condiciones reductoras favorables a la conservación del amoníaco. Además una atmósfera gruesa protege mejor el amoniaco contra la fotólisis, siendo esta molécula más frágil que la del agua.
El amoniaco y las mezclas con amoniaco siguen siendo líquidas a las temperaturas por debajo del punto de congelación del agua pura; así tales tipos de bioquímicas podrían adaptarse a los planetas y a las lunas que están más allá de la órbita donde el Agua es líquida. Tales condiciones pueden existir, por ejemplo, bajo la superficie de Titán, la más grande luna de Saturno.

### El fluoruro de hidrógeno
El fluoruro de hidrógeno (HF), como el agua, es una molécula polar, y es gracias a su polaridad que puede disolver muchos compuestos iónicos. Su punto de fusión es de -84 °C y su punto de ebullición es de 19,54 °C (a presión atmosférica); la diferencia entre los dos es algo más de 100 °C. El fluoruro de hidrógeno puede formar también puentes de hidrógeno con sus moléculas vecinas como el agua y el amoníaco. Todas estas propiedades incitarían a hacer del fluoruro de hidrógeno un candidato para acoger la vida sobre otros planetas.
Se hicieron pocas investigaciones sobre la capacidad que tiene el fluoruro de hidrógeno líquido de disolver y reaccionar con las moléculas no polares. Es posible que un biotopo en un océano de fluoruro de hidrógeno pudiera emplear el flúor como aceptor de electrones (oxidante) para una actividad fotosintética.
El fluoruro de hidrógeno es muy peligroso para los sistemas moleculares de la vida terrestre, pero las parafinas son estables con él. En todo caso, no se conoce cómo las parafinas podrían formar una bioquímica.
Pero la presencia de grandes cantidades de fluoruro de hidrógeno a una escala planetaria, como el agua sobre la Tierra, es dudosa, incluso casi imposible: ciertamente el agua estaría presente, formando una solución de ácido fluorhídrico que cambiaría todas sus propiedades. El hipotético planeta contendría también seguramente silicatos (y otros compuestos minerales) en su corteza, que reaccionarían con el fluoruro de hidrógeno formando compuestos inertes como fluoruros de silicio, en cuanto el fluoruro de hidrógeno estuviera presente, lo que impediría su concentración en gran cantidad en un medio ambiente planetario hipotético.
La abundancia cósmica del flúor es bastante baja, y se fija rápidamente en los compuestos inertes, en las partículas de las nebulosas interestelares, exactamente después de ser expulsado fuera de las estrellas que se mueren, ya que es el elemento más reactivo.

### Otros disolventes
A veces se proponen otros disolventes, como la formamida, el metanol, el sulfuro de hidrógeno y el cloruro de hidrógeno. El cloruro de hidrógeno sufre de la baja abundancia cósmica del cloro, mientras que el sulfuro de hidrógeno sufre de su elevada reactividad. Y los dos primeros (la formamida y el metanol) no podrían estar presentes en extensas cantidades a una escala planetaria; solamente habrían podido formar parte de la fisiología interna de los organismos.
Una mezcla de hidrocarburos, como los lagos de metano/etano detectados sobre Titán por la sonda Cassini, podría actuar como disolvente sobre determinado abanico de temperaturas, pero carecería de polaridad.
Isaac Asimov, bioquímico y autor de ciencia ficción, sugirió que los polilípidos pudieran ser un sustituto a las proteínas en un solvente no polar, como el metano o el hidrógeno líquidos. Pero en el estado actual de conocimientos, esta sustitución es muy altamente especulativa, sobre todo teniendo en cuenta que ni siquiera se conoce bien el mecanismo de la aparición de la vida sobre la Tierra.
Se piensa que deben existir en la Galaxia (y el Universo) mundos con mares u océanos de metano o hidrógeno líquidos; se sabe que hay grandes lagos de una mezcla de metano/etano sobre Titán. Las condiciones son las de un frío profundo: hasta -183 °C y -259 °C para el metano y el hidrógeno respectivamente, lo que conllevaría problemas de enlentecimiento o de bloqueo de las reacciones bioquímicas y de precipitación de los compuestos bioquímicos, incluso más importantes que en el caso del amoníaco líquido a presión atmosférica. Tanto más teniendo en cuenta la baja masa volumétrica de estos líquidos: menos de la mitad de la del agua para el metano líquido, y menor de un 10% de la del agua para el hidrógeno líquido.
Más aún, si bien los mundos cubiertos por hidrocarburos líquidos pueden tener una síntesis de lípidos por la radiación estelar (como quizá sobre Titán), los mundos con hidrógeno líquido no podrían tener tal síntesis, puesto que a las temperaturas del hidrógeno líquido (entre -240 y -259 °C) todos los elementos distintos del neón, el helio y el propio hidrógeno son sólidos. Los otros compuestos serían precipitados en forma de polvo, por un ciclo del hidrógeno en un medio ambiente planetario, y se incorporarían en el suelo y el sótano en una ganga de hielos (distintas) dura e inerte.
Se propuso que si hubiera vida sobre Marte, podría emplear una mezcla de agua y peróxido de hidrógeno como su disolvente. Una mezcla del 61,2% (en masa) de agua y peróxido de hidrógeno tiene un punto de congelación de -56,5 °C, y tiende también a la sobrefusión antes que a cristalizarse. Es también higroscópico, una ventaja en un ambiente seco.